# Михаил Аталиат
Михаил Аталиат (на старогръцки: Μιχαήλ Ἀτταλειάτης, Michael Attaleiates, Attaliates, * между 1020 и 1030 г. в Константинопол или Аталея/Аталия, Памфилия - днес Анталия, Турция; † ок. 1085) е византийски историк и юрист от XI век.
Следва право в Константинопол между 1030 и 1040 г.
Заема длъжността императорски съдия, а по-късно – военен съдия. Забогатява, издига се до патриций, става магистър и проедър.
Част от по-висшите кръгове на византийската столица, бил е близък с някои от известните дейци на византийската култура, включително – с Теофилакт Охридски. Михаил основава манастир и сиропиталище в Редесто, Източна Тракия, във връзка с което съставя документ – т.нар. Диатаксис от 1077 г., – който представлява типик на основания от Аталиат манастир и в който са вмъкнати преписи на 2 хрисовула от Михаил Дука и Никифор Вотаниат.
През 1073/1074 г. Михаил Аталиат съставя юридически справочник на римското право за времето от периода на Републиката (VI – I век пр.н.е.) до съставянето на Василиките (XI век). Той пише и история за времето от 1034 г. до 1079 г., която остава незавършена.
Съхранен е негов златен, емайлиран пръстен с изображение на Богородица и надпис, гласящ: Богородице, помогай на твоя раб, Михаил Аталиат. Печатът му също е съдържал изображение на Богородица с Младенеца.

## Издания и преводи
- Michaelis Attaliotae Historia. Opus a Wladimiro Bruneto de Presle, Instituti Gallici socio, inventum, descriptum, correctum recognovit Immanuel Bekker. Bonn 1853 (Corpus Scriptorum Historiae Byzantinae), (online)
- Inmaculada Pérez Martín: Miguel Ataliates. Historia. Madrid 2002.
- Dimitris Krallis, Anthony Kaldellis: Michael Attaleiates: The History (Dumbarton Oaks Medieval Library). Harvard University Press, Cambridge, MA/London 2012.